# Myśl ogólna fizjologii powszechnej
Myśl ogólna fizjologii powszechnej (także: Myśl ogólna fizyologii powszechnej) – praca Józefa Supińskiego z 1860, będąca filozoficzno-socjologiczną, teoretyczną podbudową do sformułowanej przez niego teorii ekonomii społecznej. 
Dzieło było próbą stworzenia fizyki społecznej, czyli socjologii i opierało się na koncepcjach stworzonych przez Augusta Comta. Praca jest uznawana za pierwszą polską rozprawę socjologiczną, a jej wydanie za symboliczne narodziny polskiej socjologii.
Dzieło wywołało kontrowersyjne oceny publicystów i naukowców. Józef Łukaszewicz w swoim Rysie dziejów piśmiennictwa ocenił je jako jedno z najznakomitszych w naszym piśmiennictwie. Antoni Morzycki stwierdził, że dziełem tak znakomitym, równie wykładem, jak treścią, mogłaby się poszczycić każda literatura najwyżej w cywilizacji posuniętego narodu. Dziennik Poznański w  1860 pisał, że publikacja zasługuje na pilną uwagę, ponieważ jest owocem głębokich, sumiennych i długoletnich rozmyślań i studiów pisarza naukowo i wielostronnie wykształconego. Z kolei Czas zrecenzował ją w sposób kpiący, a Dziennik Literacki wręcz potępił z uwagi na zbytnie podporządkowanie ducha materii, a także poddanie przyszłości historycznej jakiemuś fatalizmowi praw odwiecznych. 
W pracy Supiński sformułował tezę, że nauka gospodarstwa społecznego winna mieć charakter przede wszystkim narodowy. Ekonomia winna być zaszczepiana na bazie prawd odkrytych już powszechnie, gdzie indziej, ale karmić się musi w swym rozumowaniu miejscowymi sokami, powinna mieć tło życia narodowego i nosić znamiona swojego klimatu. W tym samym duchu definiuje też pojęcie wartości, jako przymiot rzeczy zaspokajającej nasze życzenia (za Fryderykiem Skarbkiem).
W latach 1860–1879, a więc u zarania polskiej socjologii, była szóstą najczęściej cytowaną pozycją socjologiczną wśród osób zajmujących się tą dziedziną wiedzy. W latach 1872 i 1883 ukazały się jej wznowienia pod zmienionym tytułem: Myśl ogólna fizjologii wszechświata.